# Dreams Never End
Pistes de Movement
Truth
(2)
Dreams Never End est une chanson du groupe de new wave britannique New Order, paru sur l'album Movement, en 1981.

## Historique
Sur l'album, elle est chantée par Bernard Sumner et le bassiste Peter Hook. Sur scène, c'est Peter Hook qui la chantait seul.